# Euchalcia consona
Euchalcia consona là một loài bướm đêm trong họ Noctuidae.